# Szilur
A szilur földtörténeti időszak, a paleozoikum idő (óidő) harmadik időszaka. 443,8 ± 1,5 millió évvel ezelőtt kezdődött, amikor véget ért az ordovícium időszak és 419,2 ± 3,2 millió évvel ezelőtt ért véget a devon időszak kezdetével. Más földtörténeti időszakokhoz hasonlóan a korszak kezdetét és végét jelző kőzeteket pontosan azonosították, viszont a konkrét dátumok 5-10 millió éves bizonytalansági szakasszal értendőek. A szilur kezdete ahhoz a nagy kihalási eseményhez köthető, amikor a tengeri fajok 60%-a eltűnt.

## Kutatásának története
A szilur rendszerét elsőként Sir Roderick Murchison azonosította, aki Dél-Walesben tanulmányozott üledékes kőzetrétegeket az 1830-as években. A szeleteket egy walesi kelta törzsről, a szilurokról nevezte el. Barátja, Adam Sedgwick korábban egy hasonló törzsről nevezte el a kambriumot. 1835-ben a két kutató kiadta a „On the Silurian and Cambrian Systems, Exhibiting the Order in which the Older Sedimentary Strata Succeed each other in England and Wales” (A szilur és kambrium rendszerekről, hogyan követik egymást az üledékes kőzetrétegek Angliában és Walesben) művét, mely a modern földtörténeti időszámítás alapját képezi. Ahogyan először azonosították, a szilur sorozat további helyszíni tanulmányozás során keresztezni látszott Sedgwick kambrium szakaszát. Ez a konfliktus a két kutató barátságát tönkretette. Charles Lapworth úgy oldotta meg a problémát, hogy létrehozta az ordovícium korszakot, mely magában foglalta a vitatott kőzetágyakat.
Joachim Barrande francia kutató, Murchison munkájára építve a szilur elnevezés szélesebb értelemben használta, mint a későbbi jelentése. Csehország szilur korszakbeli kőzeteit nyolc részre osztotta. Edward Forbes 1854-ben megkérdőjelezte ezt a magyarázatot, és Barrende kései szakaszai helyett (F, G, H) létrehozta a devon korszak elnevezést. Ezen változtatások ellenére az eredeti kőzetrétegcsoportokban, később elismerték, hogy Barrende alapította meg a klasszikus csehországi kutatást, amely a legrégebbi ősleletek feltárására irányul.

## Ősföldrajz
A szilur során a Gondwana folytatta lassú vándorlását dél felé, de bizonyíték van arra, hogy a sziluri jégsapkák kevésbé kiterjedtek voltak, mint a késő ordovíciumi jégkorszak idején. A jégsapkák olvadása és gleccserek hozzájárultak a tengerszint emelkedéséhez, melyet onnan lehet megállapítani, hogy a sziluri üledékek ráfekszenek az elmosódott ordovíciumi üledékekre, egy éles határvonalat alkotva a kettő között. Egyéb kontinentális magok és egyéb kontinentális töredékek vándoroltak együtt az egyenlítő közelében. Megkezdték a második szuperkontinens, az Euramerika létrehozását.
Amikor az ős-Európa ütközött Észak-Amerikával, az ütközés felgyűrte a parti üledékeket, amelyek a kambrium óta gyűltek össze Észak-Amerika keleti partjánál és Európa nyugati partjánál. Ez az esemény a kaledóniai orogenezis, egy hegyvidék keletkezési hullám, amely a mai New York államtól húzódott és Európát, Grönlandot, valamint Norvégiát összekapcsolta. A szilur végén a tengerszint újra apadt, ásványlerakódásokat hagyva maga után a Michigantől Nyugat-Virginiáig húzódó medencében. Az új hegyláncok gyorsan pusztultak. A Teays-folyó, amely a sekély közép-kontinentális tengerbe ömlik, kimarta az ordovíciumi kőzetrétegeket, és nyomokat hagyott a Ohio és Indiana állambeli sziluri kőzetrétegekben.
Panthalassza, a hatalmas óceán borította az északi félteke nagy részét. Egyéb kisebb óceánok voltak Proto-Tethys, Paleo-Tethys, Rheic óceán, Iapetus óceán (akkoriban Avalonia és Laurentia között volt) és az újonnan alakult Ural óceán.

## Éghajlat

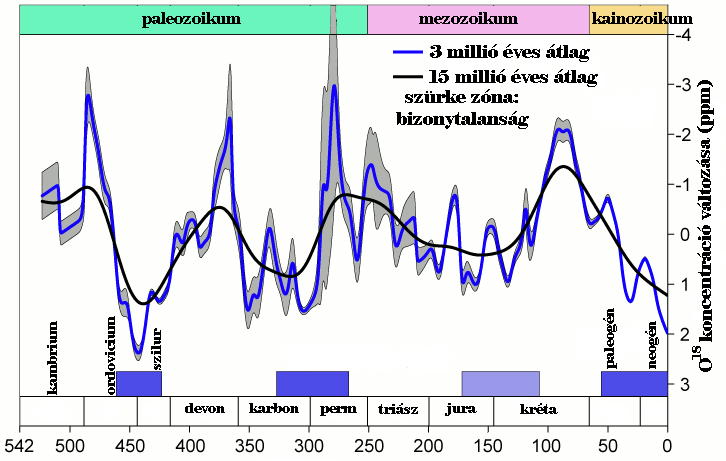
Éghajlatdiagram az utóbbi félmilliárd évről

Ebben az időszakban a Föld egy hosszú, meleg üvegház fázisban volt, és meleg, sekély tengerek borították az egyenlítői szárazföldeket. A szilur elején a gleccserek visszahúzódtak a déli sark mögé, végül a szilur közepén csaknem teljesen eltűntek. Viszonylag stabilizálódott általános éghajlat jellemző a korszakra, véget ért a korábbi gyors éghajlati változások sorozata. Törött héjak rétegei szolgáltatnak erős bizonyítékot arra, hogy súlyos viharok voltak, melyeket a meleg tengerfelszín okozott, hasonlóképpen, mint napjainkban. A szilur későbbi szakaszában az éghajlat kissé lehűlt, de a szilur–devon határon az éghajlat felmelegedett.

## Élővilág

### Állatvilág
A magas tengerszintek és meleg, sekély tengerek kellemes környezetet nyújtottak a tengeri élővilág számára. A sziluri kőzetágyak gazdagok olajban és földgázban néhány területen, amely az élővilág burjánzására engednek következtetni. Kiterjedt sziluri hematitkőzetek Észak-Amerika keleti részén fontosak voltak a korai amerikai gyarmati gazdaság számára.
Elsőként jelennek meg korallzátonyok, amelyek a mára kihalt lemezes és Rugosa korallokból álltak. Osteichthyes, az első csontos hal megjelent, az Acanthodii csontos pikkelyeket növesztett; a halak számottevő változatosságot értek el. Mozgatható állkapocs jelent meg a halaknál, ami az első két-három kopoltyúívből alakult ki. Változatos tengeri skorpió (eurypterida) fajok – némelyik több méter hosszú ( pl.: pterygotus, 1,8m Jaekelopterus 2,33-2,59 méter ) vadásztak a sekély sziluri tengerekben Észak-Amerika partjainál; sok maradványukat New York államban találták meg. Patkórákok és piócák szintén megjelentek a szilur folyamán. Brachiopodák, bryozoák, puhatestű állatok és trilobiták nagy számban és változatos formákban éltek.
Myriapodák (százlábúak) voltak az első igazi szárazföldi állatok, melyek szintén óriásira nőttek. A modern pókok és százlábúak rokonait az 1990-es években fedezték fel.
Az ordovícium és a szilur legjellemzőbb kövületeit a nagy, szétágazó telepekben élő előgerinchúros graptoliták hagyták maguk után. A szilur végére ez a csoport kihalt. A szilurtól szaporodtak el a későbbi korokra nagyon jellemző konodonták.

### Növényvilág
Az első szövetes (edényes) növények ekkor jelentek meg. Ezek a táplálék szállítására való szövetekkel is rendelkező növények már a szárazföldre is kiléptek, miután ezt lehetővé tette, hogy a légkör oxigéntartalma elérte a mai érték mintegy egytizedét. A szövetes növények legkorábbi képviselői a Cooksonia (főleg az északi féltekéről) és a Baragwanathia (Ausztráliából). Egy kezdetleges sziluri növény volt a sokágú Psilophyta, aminek volt faanyaga és háncsrésze, de nem volt valódi gyökere, szára vagy levele, spórával szaporodott. Minden részében megtalálható légzőnyílásokkal lélegzett és talán fotoszintetizált is minden szövetével. A Rhyniophyta és kezdetleges Lycopodiophyta éltek még a szárazföldön, melyek ekkor jelentek meg.

## Szilur végi kihalás
A szilur végén egy kisebb kihalási esemény következett be, melynek oka ismeretlen.

## Tagolása
A szilurt a geokronológiai skálán kora szilur (vagy llandoveryi), kora-középső szilur (vagy wenlocki),  késő-középső szilur (vagy ludlowi) és késő szilur (vagy pridoli) korokra tagolják. Egy kevésbé korszerű felosztás kora szilur (llandovery és wenlock) és késő szilur (ludlow és pridoli) korokra tagolja. A rétegtani (sztratigráfiai) az időszak alsó szilur, alsó-középső szilur, felső-középső szilur és felső szilur korokra bontható. A korok tovább bonthatók a következő faunális korszakokra (az időben fiatalabbtól az öregebbig):
- Pridoli
- Ludlowi
  - Ludfordi (késő ludlowi)
  - Gorsti (kora ludlowi)
- Wenlocki
  - Homeri (késő wenlocki)
  - Sheinwoodi (kora wenlocki)
- Llandoveryi
  - Telychi (késő llandoveryi)
  - Aeroni (középső llandoveryi)
  - Rhuddani (kora llandoveryi)

Észak-Amerika megfelelő regionális időszakai:
- Cayugi: ludlowi
- Lockporti: kora wenlocki
- Tonawandi: késő wenlocki
- Ontariói: késő llandoveryi
- Alexandriai: kora llandoveryi